# U-289
U-289 — средняя немецкая подводная лодка типа VIIC времён Второй мировой войны.

## История
Заказ на постройку субмарины был отдан 5 июня 1941 года. Лодка была заложена 12 сентября 1942 года на верфи Бремен-Вулкан под строительным номером 54, спущена на воду 25 мая 1943 года. Лодка вошла в строй 10 июля 1943 года под командованием капитан-лейтенанта Александра Хеллвига.

### Флотилии
- 10 июля 1943 года — 31 марта 1944 года — 8-я флотилия (учебная)
- 1 апреля 1944 года — 1 мая 1944 года — 3-я флотилия
- 1 мая 1944 года — 31 мая 1944 года — 13-я флотилия

### История службы
Лодка совершила 2 боевых похода, успехов не достигла. 25 апреля 1944 года U-289 высадила секретных агентов Сверрира Матиассона и Магнуса Гупбьюрссона в Исландии. Потоплена 31 мая 1944 года в Баренцевом море к юго-западу от острова Медвежий, Норвегия, в районе с координатами 73°32′ с. ш. 00°28′ в. д., глубинными бомбами с британского эсминца HMS Milne. 51 погибших (весь экипаж).